# Reclams Operettenführer
Reclams Operettenführer ist ein weitverbreiteter Musikführer. Er erschien erstmals 1953 im Verlag Philipp Reclam jun. in Stuttgart. Die aktuelle 24. Auflage ist 2011 erschienen und hat einen Umfang von 351 Seiten. Der Autor Anton Würz war Musikwissenschaftler, Musikkritiker und Verfasser verschiedener Fachpublikationen aus dem musikalischen Bereich.

## Aufbau und Inhalt
Der Operettenführer enthält ein Vorwort, das eine Seite einnimmt, den großen lexikalischen Teil, ein alphabetisches Stichwortverzeichnis, getrennt nach Komponisten und den besprochenen Werken, und endet mit einem Abbildungsnachweis.
Im Vorwort erwähnt der Autor u. a., dass seit dem Erscheinen des Operettenführers das aus Amerika stammende Musical im deutschen Sprachraum an Verbreitung und Beliebtheit stark zugenommen hat und daher der Verlag diesem neueren Musikgenre inzwischen einen eigenen Führer (Reclams Musicalführer) gewidmet hat, weshalb im Operettenführer keine Musicals mehr besprochen werden. Trotzdem habe die Operette immer noch zahlreiche Liebhaber und werde auf Bühnen, im Fernsehen und im Rundfunk verbreitet.
Der Lexikonteil enthält kurze biografische Beschreibungen der Komponisten und ihrer bekanntesten Operetten. Er ist so angeordnet, dass die Komponisten chronologisch nach ihrem Geburtsdatum behandelt und die von ihnen geschriebenen Werke in der Reihenfolge ihrer jeweiligen Uraufführung besprochen werden. Den Anfang macht der 1801 geborene Josef Lanner mit Alt-Wien (diese Operette wurde allerdings erst lange nach Lanners Tod aus dessen Melodien von fremder Hand zusammengestellt), und am Ende steht der 1911 geborene Paul Burkhard mit seinem Feuerwerk. Insgesamt werden 105 Werke besprochen. Jede Werkbeschreibung beginnt mit der vom Komponisten gewählten Gattungsbezeichnung (so haben beispielsweise viele Komponisten ihr Werk nicht Operette, sondern Singspiel oder Musikalische Komödie genannt), Tag und Ort der Uraufführung, den handelnden Personen und meistens auch der ihnen zugeteilten Stimmlagen sowie einer ausführlichen Inhaltsangabe. Aufgelockert wird das alles durch 16 eingestreute farbige Szenenfotos, in der Regel von jüngeren Aufführungen namhafter österreichischer und deutscher Bühnen.
Mit einer Neuauflage wird wohl in absehbarer Zeit nicht zu rechnen sein, weil seit den 1960er-Jahren keine neuen Werke dieses Genres entstanden sind.
Im Reclam-Verlag gibt es auch eine Ausgabe, die den Operettenführer mit dem Opernführer zu einem Doppelführer zusammenfasst.